# Голівка статевого члена
Голі́вка стате́вого чле́на (лат. glans penis) — конусоподібне потовщення пеніса, що закінчується отвором сечовипускального каналу. У необрізаних чоловіків голівка вкрита шкірною складкою, яка називається крайня плоть. 
Коли пеніс в стані ерекції, крайня плоть зсувається, і голівка стає повністю або частково видимою. Голівка при ерекції менш пружна, ніж сам пеніс, що знижує ризик травмування жіночих статевих органів при сексуальному контакті. Крім того, голівка завжди чутливіша за інші частини статевого члена, оскільки багата нервовими закінченнями. Найчутливіша нижня її частина — вінець (корона).
У нижній частині голівки статевого члена перебуває вуздечка, яка при статевому акті відтягує голівку вниз таким чином, що її вінець треться об вагінальні стінки, збуджуючи нервові закінчення в короні голівки та нервові закінчення вагіни. Сечовипускний і сім'явипорскувальний канал виходить у голівку статевого члена у вигляді невеликої щілини від 3 до 5 мм.
Голівка статевого члена пронизана залозами, які підтримують на її поверхні зволоженість.
Гомолог — голівка клітора.

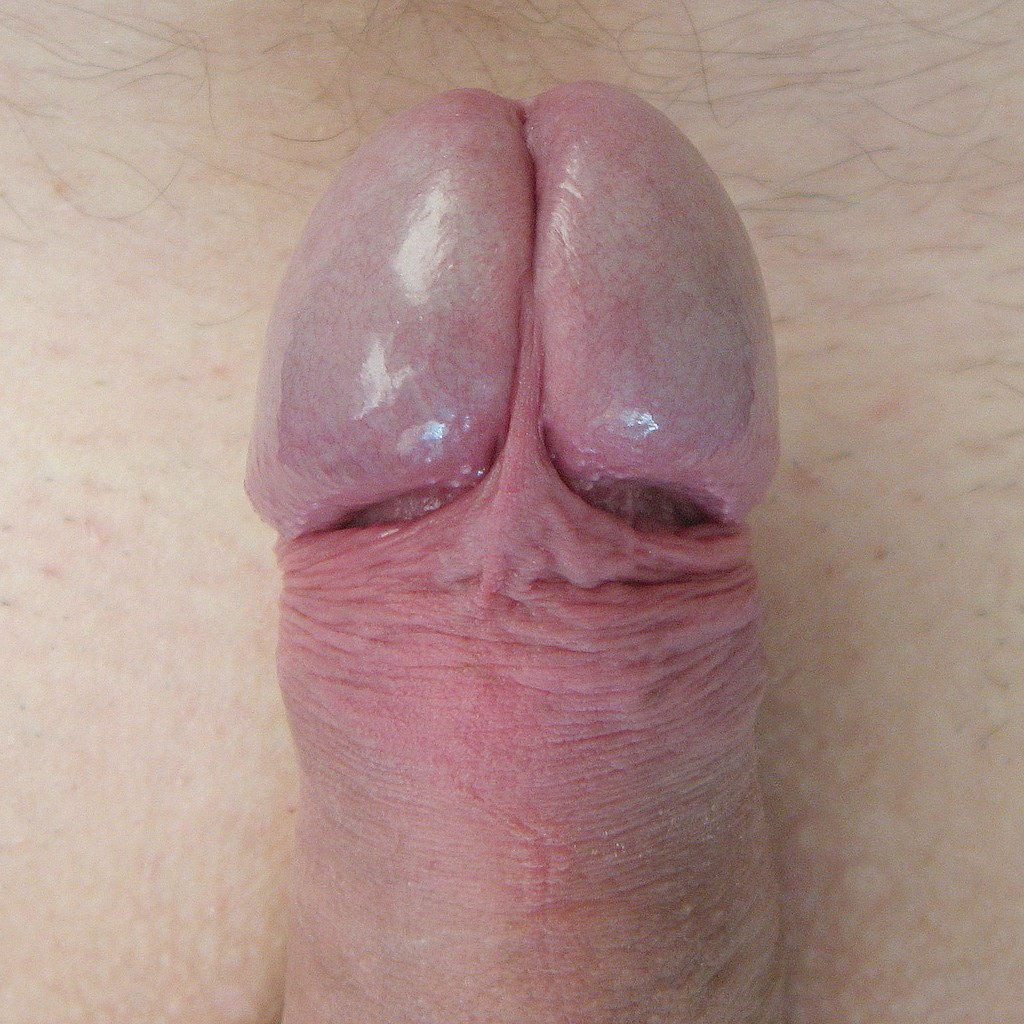
Голівка та вуздечка з черевної сторони
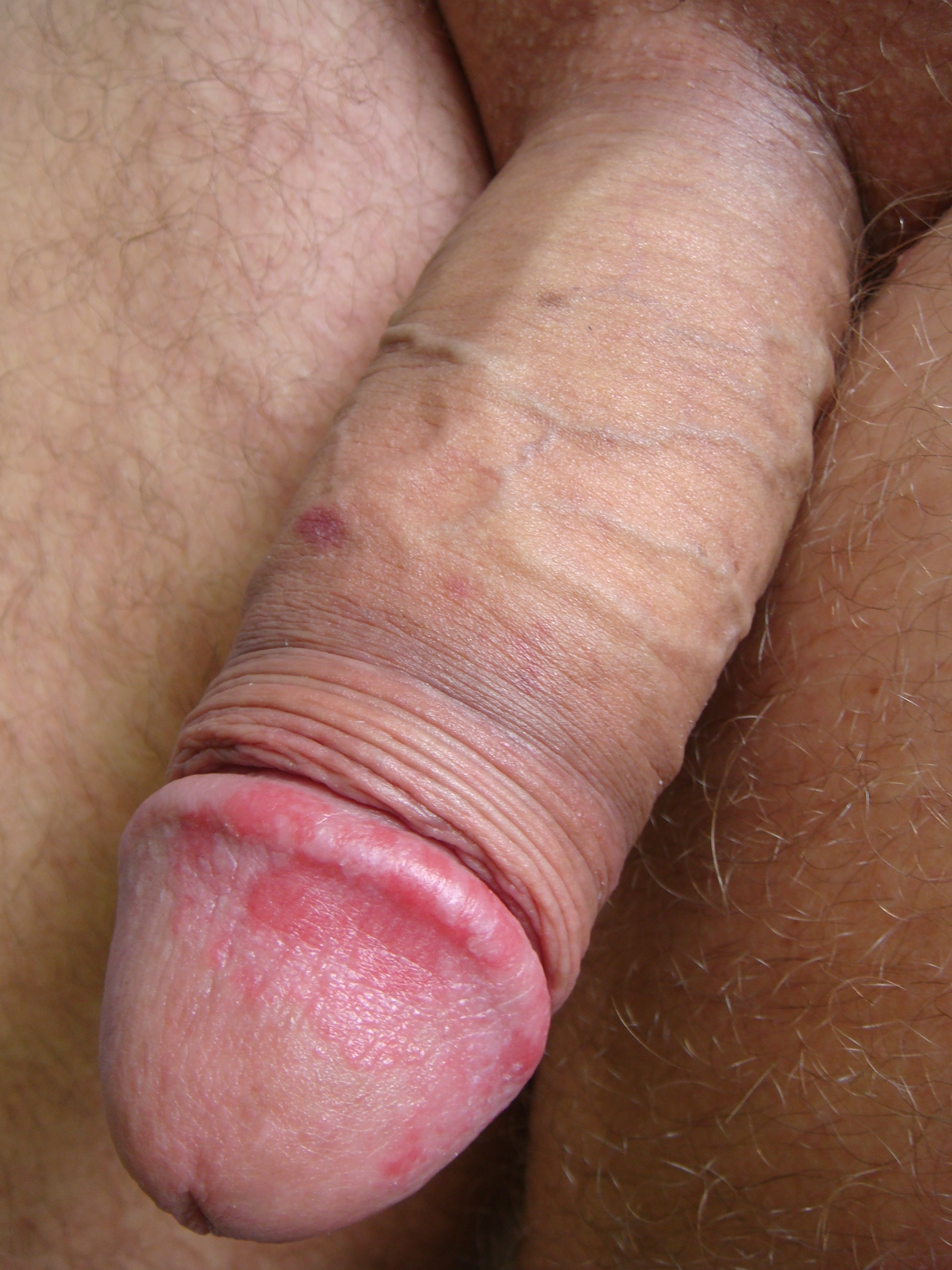
Баланіт — запалення головки статевого члена
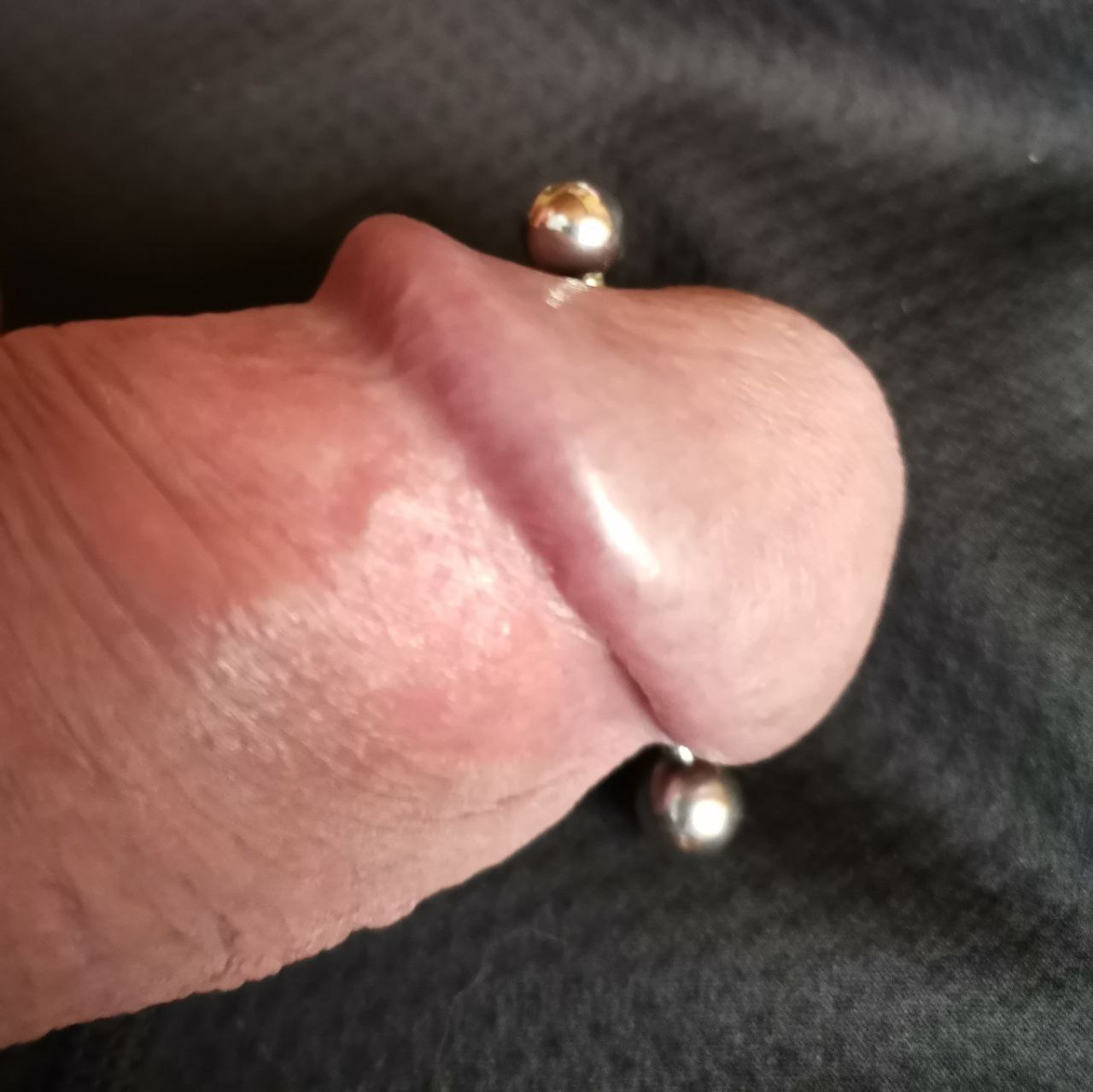
Пірсинг "Ападрав'я"